# 奧貝雷克

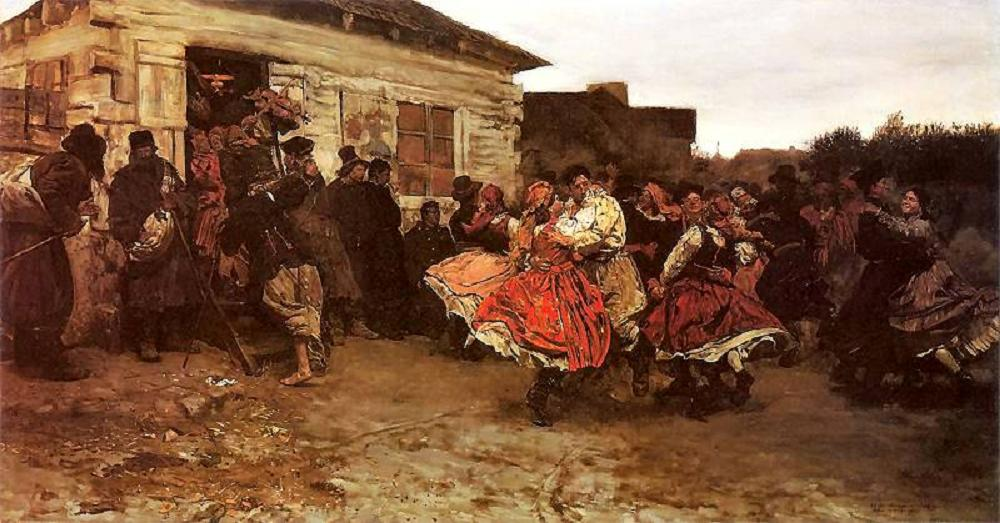
奧貝雷克 (1878)

奧貝雷克（Oberek，或称Obertas、Ober），是一種活潑的波蘭舞蹈。奧貝雷克其字源自於波兰语（去旋转）。這種舞蹈的速度比波蘭華爾茲還快，是波蘭五大國舞之一。在波蘭裔美國人的音樂中，它是第二流行的音樂，僅次於波爾卡。